# Castel d'Ultimo
Il Castel d'Ultimo o anche conosciuto come castello Eschenlohe, dal termine tedesco Eschenlohe, è un castello che si trova nel territorio comunale di San Pancrazio, nella Val d'Ultimo, in Alto Adige.

## Toponimo
Il termine tedesco "Eschenlohe" deriva da "Loach", che si può tradurre in "bosco di latifoglie".

## Storia
Gli abitanti della Val d'Ultimo provengono con tutta probabilità da antichi coloni dell'Abbazia di Weingarten, a Weingarten, presso Ravensburg, nel Baden-Württemberg (Germania). La comunità è stata fin dalle origini una comunità poco aperta sia sotto il punto di vista religioso che giuridico.
Il castello fu eretto appunto per amministrare la giustizia e venne citato per la prima volta in documenti scritti nel 1175 con il nome di "castrum Ultim". Inizialmente i suoi proprietari furono i Conti di Ultimo, imparentati con i conti di Appiano, vassalli del luogo. In seguito, dal 1253, questo ruolo passò ai Conti del Tirolo. Nel 1492 il castello divenne un possedimento dei conti Georg e Jakob von Trapp, i cui discendenti ne sono ancora oggi i proprietari.
Il castello si trova a 8 chilometri da Lana e circa 2 chilometri prima di San Pancrazio, su una cima boscosa alla confluenza tra il rio Hagenbach e il rio Valsura (Falschauer).
Principalmente oggi è rimasto il torrione, i resti del muro di cinta e alcuni resti di un secondo edificio fortificato.
La fortificazione al giorno d'oggi non è visitabile.
Il castello è anche raffigurato nello stemma comunale del paese di San Pancrazio.